# 陰陽道宗家

晴明紋

陰陽道宗家（おんみょうどうそうけ）とは、陰陽道に由来する一族、一門において嫡流（正流）の宗家（家元）、またはその当主を指す歴史的名称。平安時代中期～後期以降、賀茂氏とその嫡流末裔勘解由小路家が暦道、安倍氏とその嫡流末裔土御門家が天文道の宗家として、代々家学を世襲してきた。この2家を合わせて「安賀両家」と呼ばれたが、江戸時代に賀茂氏が衰退して以降は、もっぱら土御門家を示す通称となった。
明治維新後の1870年（明治3年）に至り、新政府は「天社禁止令」を発布し、陰陽道を迷信として廃止させた。よって、この時点で土御門家は家学の陰陽道から離れ、そもそも陰陽師なる役職が公的存在性を失った上、戦後天社土御門神道が再興されたが、土御門家現当主は一切関与しない姿勢でいるため、明治以降現代において「陰陽師」、「陰陽道宗家」などといった役職は存在せず、民間的な存在有無は別として、公的には現存しない。

## 賀茂氏・勘解由小路家
平安時代中期に朝廷陰陽寮の長官・陰陽頭を務め、安倍晴明の師匠として知られる、賀茂忠行とその息子賀茂保憲の末裔。山城国の賀茂神社付近を本貫とする賀茂県主氏ではなく、大和国（葛城）葛上郡の高鴨神社・鴨都波神社付近（現・奈良県御所市）を本貫とする、賀茂朝臣氏である。賀茂保憲は息子賀茂光栄に暦道を、そして弟子の安倍晴明に天文道を、という陰陽道の二大学統を伝授した。以来、賀茂氏は代々陰陽道ことに暦道を家学として担ってきた。
室町時代には嫡流が「勘解由小路」を家名として名乗るようになったが、戦国時代から江戸時代初期にかけて断絶した。
なお、庶流の幸徳井家は江戸時代も地下家として続き、江戸時代初期は陰陽頭を務めるが、幸徳井友傳の死後、安倍氏系の土御門泰福に陰陽道宗家の地位を奪われ、中期以降は陰陽寮の次官にあたる陰陽助を務めた。明治以降現在は幸徳井家も消息不明である。

## 安倍氏・土御門家
平安時代中期～後期の名高い陰陽師（天文博士）、安倍晴明の末裔。代々陰陽道ことに天文道を家学として担ってきた。室町時代には嫡流が「土御門」を家名（苗字）として名乗るようになった。一般的には安倍有世をもって土御門家の初代とするが、実際には室町時代中期から戦国時代にかけての当主・土御門有宣から土御門の家名を名乗ったといわれている。
現在に残る土御門家の末裔としては、現状の最後の男性当主である土御門範忠（1920年 - 1994年）の娘、土御門善子（1959年 - ）が一人のみである。血脈上の代としては、安倍晴明から数えて34代・土御門有宣から数えて18代にあたる。